# Ținutul Turuhansk

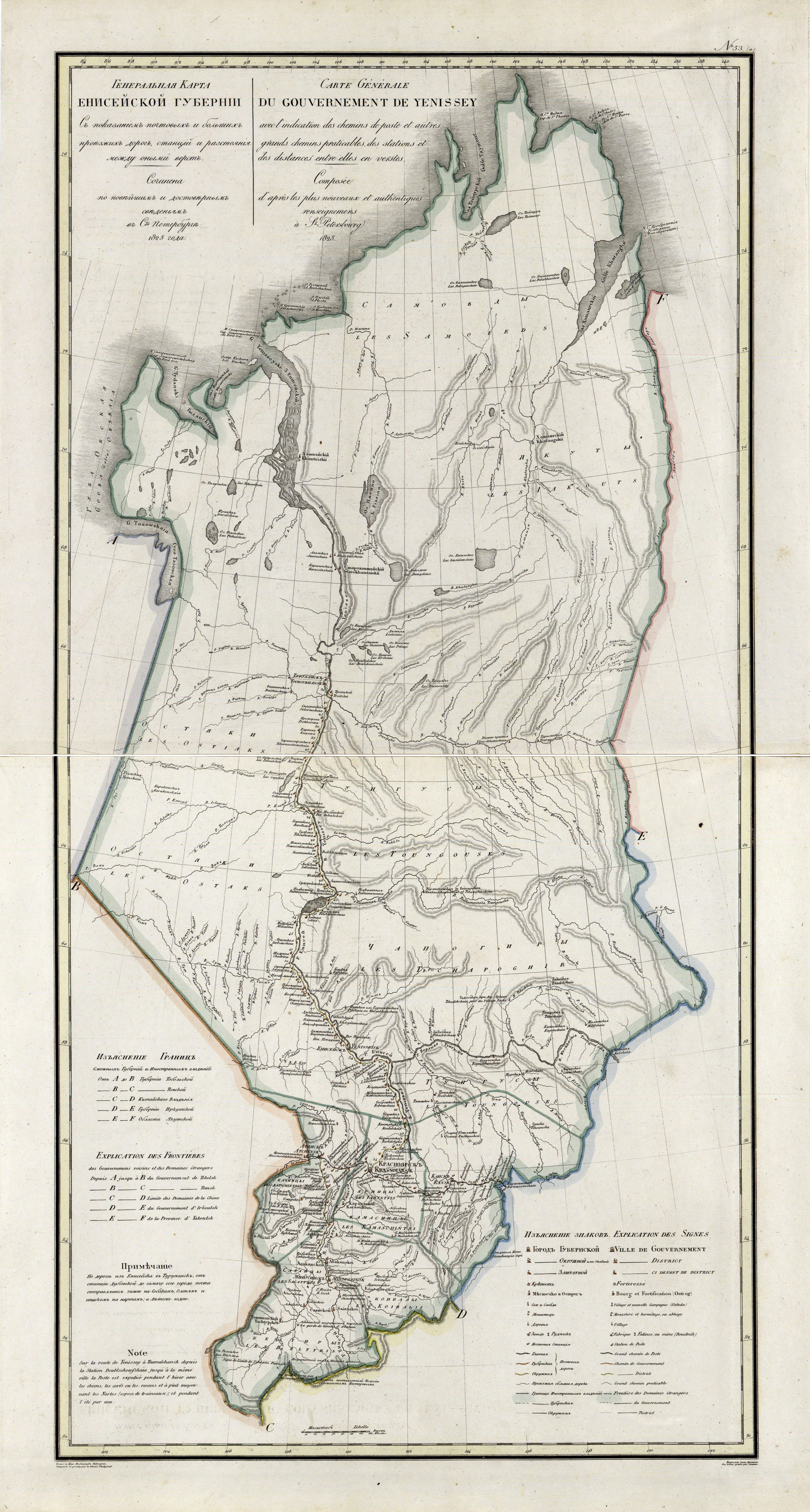
Harta generală a guberniei Enisei din 1821, inclusă în Atlasul Geografic al Imperiului Rus, Regatului Poloniei și Marelui Ducat al Finlandei, tipărit în rusă și franceză.

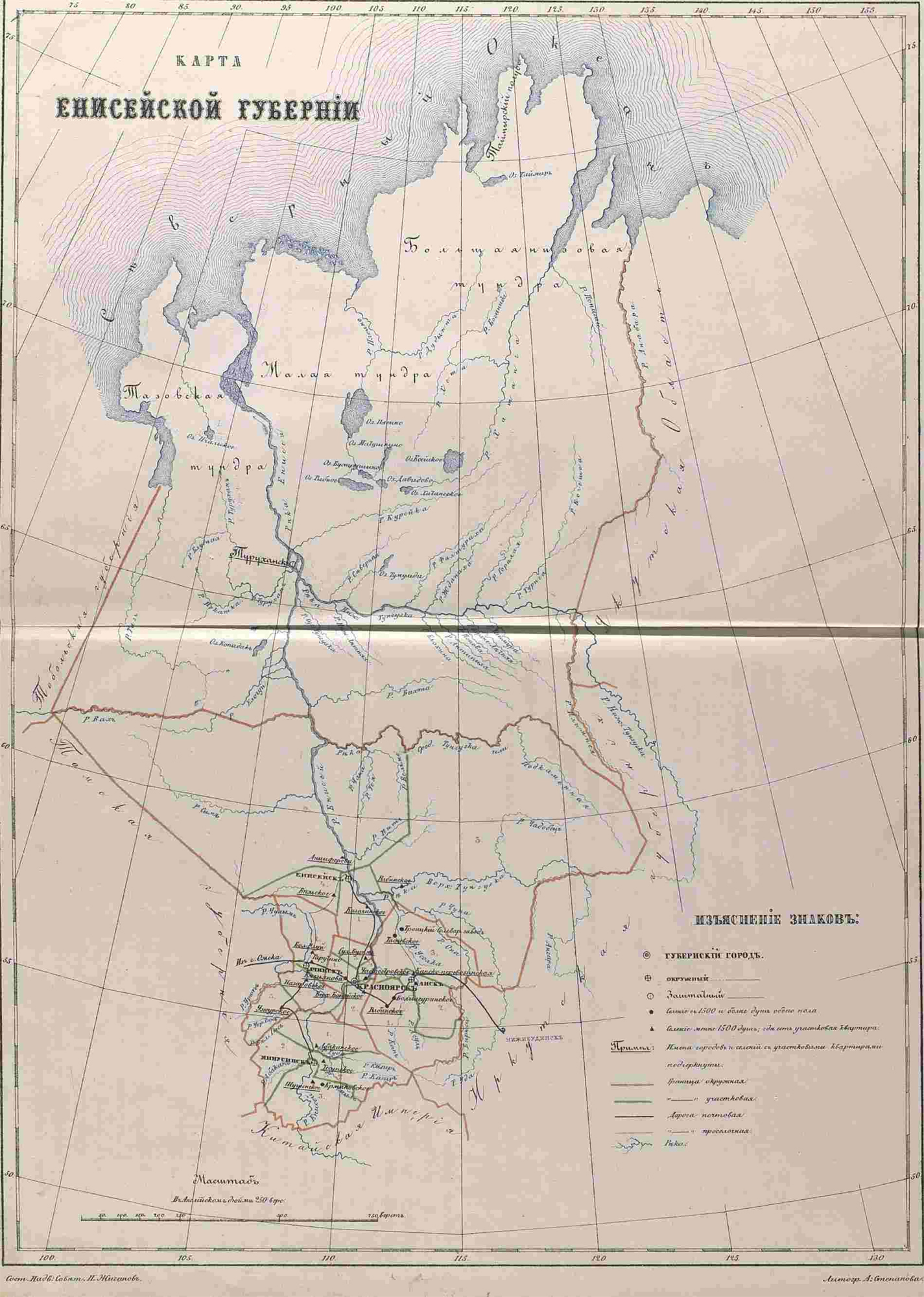
Harta guberniei Enisei în 1864

Ținutul Turuhansk (în rusă Туруханский край) este un ținut (krai) istoric din estul Siberiei, mai jos de Turuhansk, pe cursul fluviului Enisei, o fostă unitate administrativă nordică a guberniei Enisei, acum partea de nord a ținutului Krasnoiarsk. Autoritățile administrative locale ale acestui ținut în cadrul statului rus centralizat au fost înființate încă din secolul al XVI-lea.

## Istorie
În 1804 uezdul Turuhansk a devenit parte a guberniei Tomsk și a devenit cunoscut, la fel ca și uezdul vecin, Narîmski, ca loc de pedeapsă pentru infractori, din cauza condițiilor vitrege de trai.
După înființarea guberniei Enisei, teritoriul ținutului (uezdului) Turuhansk s-a aflat în componența ei din 1822 până în 1925, fiind inclus în okrugul Enisei. Din cauza izolării și a dificultăților de comunicare, ținutul Turuhansk avea un oficiu administrativ propriu situat în orașul Turuhansk și format dintr-un asesor separat, un asesor asistent și un contabil.
Începând din secolul al XVIII-lea și până la începutul secolului al XX-lea ținutul Turuhansk a fost un loc de exil și de pedeapsă pentru infractori. Aici erau trimiși atât infractorii de drept comun, cât și exilații politici pentru a-și executa pedepsele: revoluționari ai diverselor mișcări politice (Narodnaia Volea, Bund, socialiști-revoluționari, menșevici, cadeți etc.), dar, cu toate acestea, în istoriografia sovietică au fost amintiți mai ales revoluționarii bolșevici. În smod particular, facțiunea bolșevică a celei de-a IV-a Dumă de Stat a fost arestată la 5 noiembrie 1914, iar membrii ei au fost condamnați ulterior la exil pe viață în ținutul Turuhansk. Personalități proeminente ale mișcării comuniste au fost exilate în ținutul Turuhansk: I.V. Stalin, Ia.M. Sverdlov, L.B. Kamenev și alții.
În perioada 1925-1928 ținutul Turuhansk a fost o unitate administrativă specială a okrugului Krasnoiarsk al ținutului Siberia. El era împărțit în 8 raioane (dintre care 5 erau raioane indigene): Verhne-Inbat, Dudinsk, Elaguisk, Zatundrinsk, Monastîrsk, Podkamenno-Tungusk, Tazovsk și Hețki. Ținutul avea o suprafață de 1.566.844 km2 și o populație de aproximativ 23.600 de persoane (formată din ruși - 33,4%; evenki - 31,0%; neneți - 8,0%, iacuți - 7,4%; selkupi - 6,7%, alți „samoiezi” - 5,1%; keți - 2,9%; dolgani - 2,8%).

## Așezări

### Așezări rusești
În anul 1859 existau în regiune următoarele așezări: 1 oraș, 5 sate, 55 de hanuri de poștă și 41 de cabane de iarnă.

## Livrarea corespondenței
La începutul secolului al XIX-lea, corespondența poștală de la Eniseisk la Turuhansk și retur era livrată o dată pe lună, în ziua de 5. Transportul corespondenței era efectuată vara cu bărcile și iarna cu săniile trase de o persoană sau de câini.

## În cultură
Celebrul cântec al lui Iuz Aleșkovski „ru:Товарищ Сталин, вы большой учёный” este cântat în numele unui deținut al Gulagului, care își petrece timpul în ținutul Turuhansk, și îi este dedicat lui Stalin:
De ce mă aflu aici, sincer, nu știu,

Dar procurorii au întotdeauna dreptate,

Și stau aici în ținutul Turuhansk,

Unde ai fost exilat în vremea țarului.